# Chiesa di Santa Croce (Ramsbury)
La chiesa di Santa Croce (in inglese Church of the Holy Cross)  è la parrocchiale anglicana che si trova nel villaggio e parrocchia civile di Ramsbury nella contea del Wiltshire, nel Sud Ovest dell'Inghilterra. Il luogo di culto risale al XIII secolo, rientra nella diocesi di Salisbury ed è considerato monumento classificato di prima categoria per il suo particolare interesse storico e architettonico.

## Storia

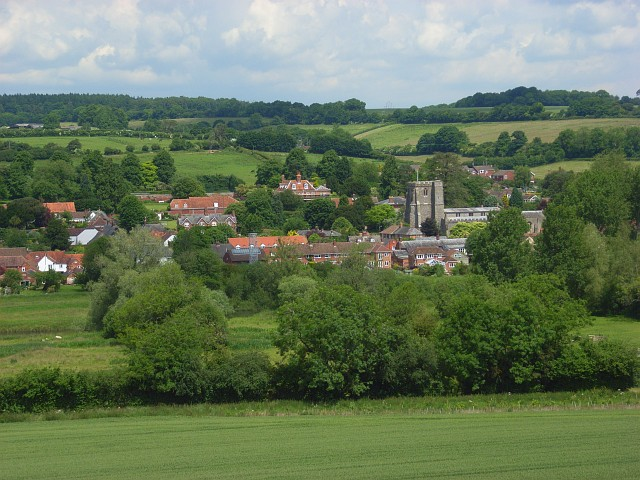
Panorama di Ramsbury con la sua chiesa

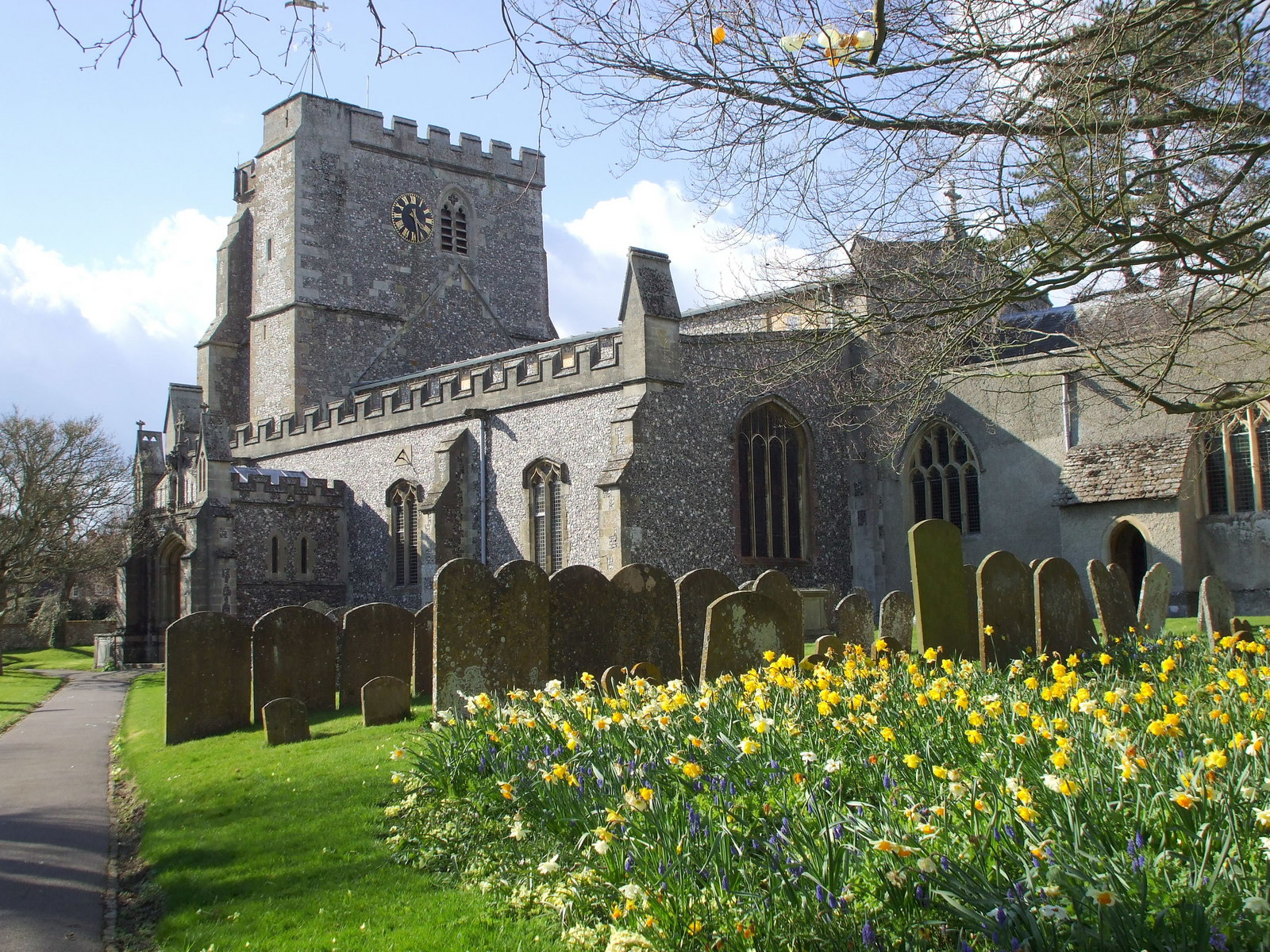
Chiesa parrocchiale di Ramsbury col cimitero della comunità

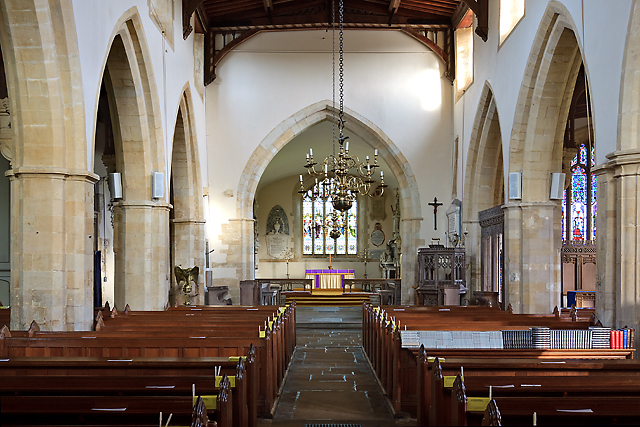
Interno della sala con le sue tre navate

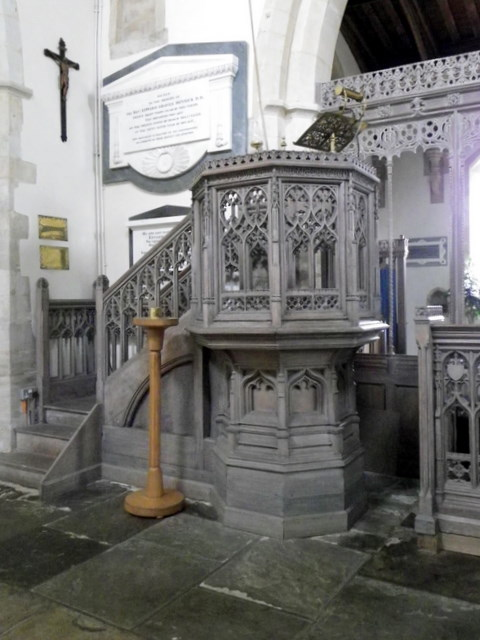
Pulpito

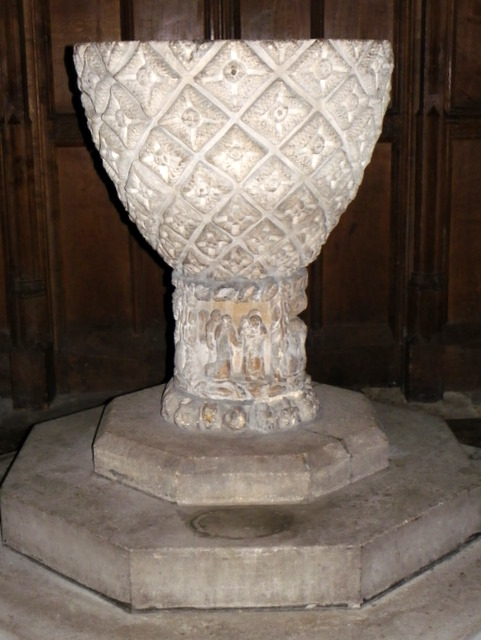
Fonte battesimale con forma ad ananas

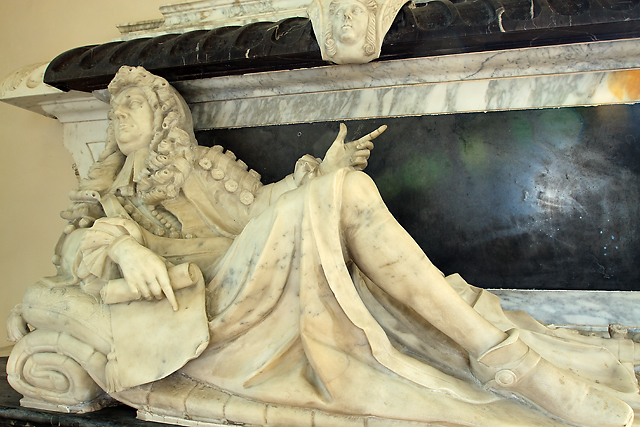
Particolare del monumento funebre a Sir William Jones che si trova nella sala

Il luogo di culto dedicato alla Santa Croce viene citato almeno dal 1405 e risale probabilmente almeno a due secoli prima. Nella chiesa sono conservati frammenti di aste di croce anglosassoni e all'inizio del X secolo vi fu istituito un vescovado, il che implicava una chiesa di dimensioni considerevoli. I vescovi continuarono a risiedere a Ramsbury fino al 1058, quando la sede fu unita a Sherborne. Dopo il 1066, la chiesa di Ramsbury passò ai canonici di Salisbury. La scelta della dedicazione potrebbe essere legata alle feste dell'Invenzione e dell'Esaltazione della Croce per le fiere di Ramsbury, concesse dal re nel 1240. Verso la fine del XIII secolo la navata centrale era a navate laterali e la campata più orientale di ciascuna navata era distinta dalle altre e ciascuna era probabilmente un transetto che si estendeva più a nord o a sud rispetto alla navata centrale vera e propria. L'estremità occidentale della chiesa, comprese le due campate più occidentali di ciascuna arcata e le pareti delle navate laterali, fu in gran parte ricostruita nel XIV secolo, e le navate laterali furono poi ampliate per incorporare quelli che potrebbero essere stati i transetti. Anche la torre è stata edificata nel XIV secolo. La cappella fu costruita all'inizio del XV secolo, e in quel secolo furono inserite nuove finestre nel presbiterio e all'estremità orientale della navata sud. All'inizio del XVI secolo furono realizzati il cleristorio e un nuovo tetto della navata di pendenza inferiore. Alla fine del XVII secolo fu costruita una galleria occidentale e le gallerie delle navate laterali circa un secolo dopo, quando furono rifattii tetti di entrambe le navate. In un ampio restauro della fine del XIX secolo le pareti delle navate laterali furono in gran parte ricostruite e dotate di contrafforti a gradini e parapetti merlati, fu realizzato un nuovo tetto a falda più bassa sulla navata sud, il semplice portico meridionale fu sostituito da un elaborato portico in stile tardo medievale, fu aggiunto un portico al presbiterio e le gallerie furono rimosse. La vasca del fonte battesimale, in pietra scolpita a forma di ananas, era probabilmente un ornamento di un portale del maniero di Ramsbury, sostituito intorno al 1775. La base fu scolpita da Thomas Meyrick intorno al 1842. Attorno al XV secolo il tesoro della chiesa comprendeva un calice d'argento dorato, con un disegno raffigurante la crocifissione, e altri due calici d'argento dorato con patene, uno dei quali era stato probabilmente rubato. Il re asportò 3 once d'argento nel 1553 e lasciò un calice da 11 once. Quel calice era presumibilmente andato perduto nel 1719, quando furono donati un boccale con il punzone del 1707, una patena realizzata nel 1718 e un calice con patena, anch'esso realizzato nel 1718. Una copia del calice del 1718 fu donata nel 1839 e un cucchiaio del 1666 fu donato nel 1881. Nel 1553 c'erano quattro campane che furono sostituite da sei fuse da Abraham Rudhall di Gloucester nel 1708. Il tenore fu rifuso dalla Warner & Sons di Londra nel 1865. Quelle campane furono appese nella chiesa nel 1981. I registri sono completi dal 1678.

## Descrizione
L'English Heritage ha inserito dal 22 agosto 1966 la chiesa di Santa Croce a Ramsbury tra gli edifici storici come monumento classificato di prima categoria col numero 1365476.
La chiesa appartiene alla diocesi di Salisbury.

### Esterni
La chiesa parrocchiale di Santa Croce si trova nell'abitato del villaggio di Ramsbury nella contea del Wiltshire, nel Sud Ovest dell'Inghilterra. La chiesa di Santa Croce, di grandi dimensioni, è in pietrisco di selce con rivestimenti in bugnato, è composta da un presbiterio, una cappella settentrionale, una navata centrale a navate laterali e con lucernario, con un portico meridionale, e una torre occidentale. La parte più antica della chiesa è il lungo presbiterio del XIII secolo.
La torre, posta a occidente, è monumentale. Si erge su tre piani ed è caratterizzata da possenti contrafforti. Al primo piano la grande finestra archiacuta tripartita porta luce alla sala. Al piano superiore, sotto la finestra di minori dimensioni è presente un orologio. Si conclude con un parapetto con merlatura bassa. Sulla parete sud si trova una meridiana. Le coperture dei tetti sono in piombo e in ardesia. Attorno alla chiesa si trova il cimitero della comunità.

### Interni
La sala è di grandi dimensioni con navata centrale e navate laterali. Il presbiterio è in parte staccato dalla cappella settentrionale. Il cleristorio della navata presenta archi a tre luci in stile Tudor. La navata centrale si divide in quattro campate ed è separata dalle navate laterali da archi a sesto acuto su pilastri sagomati a onda coi due archi e pilastri occidentali più elaborati. L'arco santo di accesso al presbiterio presenta semplici smussature ed è ampliato in modanature a cordone come capitelli. Vi sono mensole intagliate. Le navate laterali, ricostruite nel 1891, sono ampie, con tetto a otto campate ad arcate contro il muro esterno e mensole in pietra scolpita. Nel presbiterio la parete nord ha archi a sesto acuto ravvicinati e una porta del XIII secolo. La copertura a volta è in gesso. La cappella Darrell, quasi staccata, si trova nella nicchia nell'angolo nord-est e nicchie più piccole negli stipiti della finestra est, con baldacchini a ogee e a uncinetto. Il fonte battesimale ha una coppa a calice del XII secolo con motivo a losanghe che la rendono simile ad un ananas ed è rialzata sul fusto del 1842 intagliato con scene di Thomas Meyrick. L'organo a canne nella navata nord ha una cassa dipinta del 1838 ed è stato restaurato intorno al 1960. Il pulpito, i banchi per i lettori, la balaustra per la comunione e gli stalli del coro sono in legno di rovere sbiancato, elaborati secondo lo stile gotico tra il 1892 e il 1893. Paravento per la navata sud è anch'esso in rovere sbiancato e in buone condizioni, del 1943. Il leggio è in ottone.
All'interno sono presenti numerose opere di pregio. Nel resbiterio si trova la tomba a cassa di Purbeck del XV secolo, con quattro campate a pannelli, con baldacchino massiccio con archi a nove lobi e soffitto a volta a ventaglio snodato, sorretto da colonne reticolari, solide a est. Di grande presenza si nota il monumento del 1682 a Sir William Jones, procuratore generale di Carlo II. La cassa è in marmo con cartiglio e iscrizione. Sir William, con parrucca, è raffigurato semidisteso sul petto, con in mano un cartiglio. Dietro, un sarcofago con piano in marmo nero zigrinato e stemma quadrato con libro sopra il teschio. Lo scudo è dipinto e la cimasa Ha forma di urna. Il monumento di William Jones è del 1775, opera di L.F. Moore di Londra, in marmi neri, bianchi e rossi. La lapide ha sopra un ampio obelisco nero, un busto con medaglione e drappeggi tenuti da parte da putti. Il sarcofago mostra un frontone di coronamento. La lapide a muro è dedicata a Mary Burdett ed è del 1797, in marmi bianchi e grigi. Mostra una campana scanalata in basso, sopra una scena con pecora, vaso e giglio appassito, su un pannello arcuato in marmo grigio e una poesia. La lapide del 1840 è dedicata a William Jones Burdett. La lapide del 1844 è dedicata a Sir Francis Burdett. La targa ovale del 1892, in marmo, è dedicata al colonnello Sir Francis Burdett. Nella sala sono presenti numerosi altri monumenti funebri, alcuni dei quali particolarmente elaborati.
Nella cappella Darrell le tre tombe principali sono in marmo di Purbeck, in precedenza impreziosite da numerosi oggetti in ottone, ma rimosse durante il periodo del Commonwealth. Tutte probabilmente risalgono al XV secolo. Una cassa è centrale e due a parete con dossale. All'estremità ovest della navata nord vi sono importanti frammenti sassoni e successivi incastonati su una base tra i quali un fusto a croce del IX secolo in calcare, tre blocchi provenienti da due croci intrecciati su due lati. Si vede un animale che morde su due lati della base e cartiglio abitato. Parti di due lastre tombali del IX secolo, una con intreccio a catena, la seconda con intreccio e croce biforcata con terminali a forma di animale ricorrente. Il frammento della terza lastra con croce a rilievo in stile Ringerike e un piccolo frammento, probabilmente un fusto a croce, con intreccio a catena con dorso vuoto. Inoltre una lastra a croce del XIII secolo con croce elaborata a gradini e parte di una seconda, con diversi altri frammenti medievali e pezzi di terracotta. Alcune piastrelle a encausto sono del XIV-XV secolo. Altri oggetti di arredo sono la cassapanca a pannelli nella sala, risalente ai secoli XVI-XVII, presenta particolari ed elaborate serrature. La grande cassa portabibbia è del XVII secolo. Due lampadari in ottone a due ordini di sei bracci sono del 1751. Il tappeto d'altare, probabilmente persiano, è del XIX secolo con strisce parallele a viticcio. il meccanismo dell'orologio della chiesa nella navata, è opera di Robert Hay di Londra e risale al 1866. Nella cappella si conserva il dipinto che raffigura la Natività.